# شکار غم‌انگیز
شکار غم‌انگیز (ایتالیایی: Caccia tragica؛ انگلیسی: Tragic Hunt) فیلمی ایتالیایی در ژانر درام به کارگردانی جوزپه د سانتیس است که در سال ۱۹۴۷ میلادی منتشر شد. فیلم‌نامه این فیلم را میکل‌آنجلو آنتونیونی و کارلو لیتزانی مشترکاً نوشته‌اند.

## بازیگران
- ویوی جوی
- ماسیمو جیروتی
- کارلا دل پوجو
- آندره‌آ ککی
- ویتوریو دوسه
- فولکو لولی
- کارلو لیتزانی
- پی‌یرو لولی
- اِرمانو راندی
- میکله ریکاردینی

## خلاصه داستان
پس از جنگ جهانی دوم، در ناحیهٔ امیلیا-رومانیای ایتالیا، یک تعاونی توسط دهقانان تأسیس شد. جنگ، کشور را نابود کرده است. یک گروه از راهزنان، با دانیلا همکار سابق نازی، مشهور به لیلی مارلین (ویوی جوی)، کامیونی که در آن پول تعاونی جابجا می‌شود را با اسلحه سرقت می‌کنند. همگی دهقانان در پی یافتن دزد به جستجو می‌پردازند در شکار غم‌انگیز.

## جوایز
فیلم موفق به کسب دو جایزهٔ انجمن ملی فیلم ایتالیا برای بهترین کارگردانی و بهترین بازیگر مکمل زن (ویوی جوی) شد.